# Charles Rangel
Pour les articles homonymes, voir Rangel.
Charles Bernard Rangel, né le 11 juin 1930 à Harlem (New York) et mort le 26 mai 2025 dans la même ville, est un homme politique démocrate américain.

## Biographie

### Jeunesse et formation
Charles B. (Charlie) Rangel est le second des trois enfants de Blanche Wharton Rangel et de Ralph Rangel, ses parents se séparent aussi il est élevé par sa mère et son grand-père maternel, Charles Wharton. Il interrompt ses études secondaires et gagne sa vie en faisant des petits boulots, il grandit dans un quartier où la criminalité et les trafics de drogue sévissent. En 1948, il s'enrôle dans les forces armées américaines et participe à la guerre de Corée au sein du 503rd Infantry Regiment (United States) (en)( 503° bataillon d'artillerie de campagne) entièrement composé d'Afro-Américains. Pour ses actes de bravoure durant ce conflit, il est décoré de la Purple Heart et de la Bronze Star. Il est démobilisé en 1952 avec le grade de sergent. De retour à New York, il profite des programmes de reclassement des anciens combattants pour reprendre et achever ses études secondaires à la DeWitt Clinton High School, puis il est admis à l'université de New York où il obtient le Bachelor of Science (licence) en 1957. Plus tard, il entreprend des études de droit à la St. John's University School of Law (en) où il obtient le Juris Doctor (mastère de droit) en 1960, dans la foulée il s'inscrit au barreau de New York et commence une carrière d'avocat,,,,.

### Carrière politique
En 1963, Charles Rangel est nommé par le Procureur général des États-Unis, Robert Kennedy, adjoint du procureur du district sud de New York. Il est ensuite élu en 1966 à l'Assemblée de l'État de New York dont il devient le vice président, il se fait connaître par ses positions de lutte contre les trafiquants de drogue. Puis en 1965, il devient  membre de la Commission présidentielle chargée de réviser les projets de lois. En 1966, il devient secrétaire de la Commission de révision du code et du droit pénal de l'État de New York,,. 
Il est élu comme représentant du 18° district de la ville de New York à la Chambre des représentants des États-Unis de 1971 à 2017. Son district, qui est la plus petite de la zone, englobe le nord de Manhattan, et ainsi Harlem, Spanish Harlem, Washington Heights, Inwood, une partie de l'Upper West Side, et une petite portion du Queens, dans le quartier d'Astoria. 
En 1974, il est élu président du Caucus noir du Congrès et fait partie de la commission d'enquête de la Chambre de représentants mise en place à la suite du Watergate qui amènera le président Richard Nixon à donner sa démission,,.
En 1976, il est chargé par la Chambre des représentants de former une commission parlementaire sur la lutte contre les trafics et les abus de consommation de la drogue, commission qu'il préside  de 1983 à 1993. 
Il est depuis 2007 président du United States House Committee on Ways and Means, comité le plus puissant de la Chambre des représentants des États-Unis. Il est d'ailleurs le premier Afro-Américain à tenir cette fonction. 
En 2014, à la suite de sa réélection, il annonce ne pas être candidat en 2016 pour un nouveau mandat,.

### Défense des droits de l'homme
En 1965, Charles Rangle participe à la marche de Selma aux côtés de Martin Luther King.
En 1987, il soutient les familles, associations et médecins qui luttent contre le SIDA à New York,.
Charles Rangel est réputé pour ne pas craindre de participer à des manifestations en faveur des droits des Afro-Américains, ce qui lui vaut d'être arrêté à plusieurs reprises. Dans les années 1980, il est arrêté pour avoir manifesté contre l'apartheid devant l'ambassade de l'Afrique du Sud à Washington (district de Columbia). Le 15 mars 1999, il est arrêté en compagnie de deux autres personnalités politiques afro-américaines Al Sharpton, et David Dinkins (ancien maire de New York) après avoir manifesté en faveur d'Amadou Diallo, abattu lors d'un raid par quatre policiers new-yorkais blancs. Le 13 juin 2004, il est le premier des trois membres du Congrès à être arrêté après avoir manifesté contre le non-respect des droits de l'homme au Soudan devant l'ambassade soudanaise à Washington. Un peu plus tard, Bobby Rush de l'Illinois et Joe Hoeffel de Pennsylvanie sont à leur tour arrêtés.

### Vie privée
Le 26 juillet 1964, Charles Rangel épouse Alma Carter, le couple donne naissance à deux enfants : Steven et  Alicia Frances,,.

## Publication

### Autobiographie
- (en-US) Charles B. Rangel & Leon Wynter, And I Haven't Had a Bad Day Since : From the Streets of Harlem to the Halls of Congress, Thomas Dunne Books/St. Martin's Press, 2007, 344 p. (ISBN 978-0-312-37252-1, lire en ligne),

#### Notices dans des encyclopédies
- (en-US) Encyclopedia of world biography, Gale Research, 1998, 527 p. (lire en ligne), p. 31-32,
- (en-US) Charles W. Carey Jr. & Liz Sonneborn, African-American Political Leaders, Facts On File, 2011, 379 p. (ISBN 978-0-8160-8120-2, lire en ligne), p. 259-261,

#### Essais
- (en-US) William L. Clay, Just permanent interests : Black Americans in Congress, 1870-1992, Amistad Press / Penguin USA, 1993, 426 p. (ISBN 978-1-56743-041-7, lire en ligne),
- (en-US) Howard Dodson, The Black New Yorkers, John Wiley & Sons, 2000, 488 p. (ISBN 978-0-471-29714-7, lire en ligne),